# رد دیر
رد دیر (به انگلیسی: Red Deer, Alberta) شهری در ایالت آلبرتا واقع در کشور کانادا است که مساحت آن ۶۹٫۲۳ کیلومتر مربع است و جمعیت آن در سرشماری سال ۲۰۰۶ میلادی، ۸۲٬۷۷۲ نفر بوده‌است. تراکم جمعیتی رد دیر، ۱٬۱۹۶ نفر در هر کیلومتر مربع است.